# Зона Овідія
Зона Овідія — українська поетична серія заснована поетом Тарасом Федюком і підприємцем та меценатом Олексієм Козаченком 2003 року.  Книги видавалися у видавництві Факт до 2011 року, після цього — у видавництві Зелений пес. Кілька книг вийшло також у Видавництві Сергія Пантюка. Всього в серії вийшло друком 64 поетичних книги серед яких:
| Автор                            | Назва                                               | Рік видання | Видавництво                      |
| -------------------------------- | --------------------------------------------------- | ----------- | -------------------------------- |
| Андрусяк Іван Михайлович         | Часниковий сік                                      | 2005        | Київ: Факт                       |
| Бедрик Юрій Іванович             | Цвіт геральдичний: та інші поезії                   | 2004        | Київ: Факт                       |
| Биков Дмитро Львович             | РЭП                                                 | 2005        | Київ: Факт                       |
| Броварна Юлія Валентинівна       | Кіновар                                             | 2016        | Київ: Гамазин                    |
| Вольвач Павло Іванович           | Триб                                                | 2009        | Київ: Факт                       |
| Гаврош Олександр Дюлович         | Коньяк з дощем                                      | 2009        | Київ: Факт                       |
| Гірник Павло Миколайович         | Коник на снігу                                      | 2005        | Київ: Факт                       |
| Гончар Назар Михайлович          | ПРОменеВІСТЬ                                        | 2004        | Київ: Факт                       |
| Гомель Наталка                   | Фіджі                                               | 2018        | Київ: Зелений пес                |
| Дмитрієв Андрій                  | Сторожевая элегия                                   | 2004        | Київ: Факт                       |
| Дністровий Анатолій              | Покинуті міста                                      | 2004        | Київ: Видавництво Сергія Пантюка |
| Дядченко Людмила Сергіївна       | Плата за доступ                                     |             | Київ: Зелений пес                |
| Екдаль Ліна                      | Про бажання стати виразною як людина: вибрані вірші | 2008        | Київ: Факт                       |
| Євса Ірина Олександрівна         | Опись имущества                                     | 2003        | Київ: Факт                       |
| Жарікова Єлизавета Володимирівна | Між любов'ю й любов'ю                               | 2023        | Київ: Гамазин                    |
| Зарахович Олексій Володимирович  | Чехонь                                              |             | Київ: Зелений пес                |
| Затуливітер Володимир Іванович   | Четвертий із триптиха                               | 2005        | Київ: Факт                       |
| Ільченко Олесь Григорович        | Міста і острови                                     | 2004        | Київ: Факт                       |
| Кашка Володимир Васильович       | Моделі обріїв                                       | 2005        | Київ: Факт                       |
| Кіяновська Маріанна Ярославівна  | Звичайна мова                                       | 2005        | Київ: Факт                       |
| Коробчук Петро Йосипович         | Гіллясте лице                                       | 2004        | Київ: Факт                       |
| Коцарев Олег Олександрович       | Мій перший ніж                                      | 2009        | Київ: Факт                       |
| Кремінь Дмитро Дмитрович         | Синопсис                                            | 2005        | Київ: Факт                       |
| Кривенко Марія                   | Дивні дні                                           | 2005        | Київ: Факт                       |
| Крук Галина Григорівна           | Обличчя поза світлиною                              | 2005        | Київ: Факт                       |
| Кухта Василь Васильович          | Patria                                              | 2009        | Київ: Факт                       |
| Кучерявий Юрій                   | Пам'ять і місце                                     | 2008        | Київ: Факт                       |
| Лазарук Мирослав Ярославович     | Цісарська дорога                                    | 2011        | Чернівці: Букрек                 |
| Лазуткін Дмитро Михайлович       | Солодощі для плазунів                               | 2005        | Київ: Факт                       |
| Лучук Іван Володимирович         | Трохи білого світу: (поетичний калейдоскоп)         | 2005        | Київ: Факт                       |
| Мідянка Петро Миколайович        | Ярмінок                                             | 2008        | Київ: Факт                       |
| Неборак Віктор Володимирович     | Повторення історій: книга поезій                    | 2005        | Київ: Факт                       |
| Осадко Ганна Володимирівна       | Жити просто                                         | 2017        | Київ: Зелений пес                |
| Островершенко Юрій               | Перехожі                                            | 2005        | Київ: Факт                       |
| Пантюк Сергій Дмитрович          | Босяцький калфа: вибрані поезії                     | 2005        | Київ: Факт                       |
| Романенко Олег В'ячеславович     | Речовини                                            | 2008        | Київ: Факт                       |
| Сливинський Остап                | Полуднева лінія                                     | 2004        | Київ: Вид-во Сергія Пантюка      |
| Соловей Олег Євгенович           | Аль катик: книга інтимної лірики                    | 2004        | Київ: Факт                       |
| Місаковський Станіслав           | Вторгнення землі                                    | 2008        | Київ: Факт                       |
| Таран Людмила Василівна          | Книга перевтілень                                   | 2004        | Київ: Факт                       |
| Татчин Сергій Олександрович      | Семисвічник                                         | 2016        | Київ: Зелений пес                |
| Нестерова Юлія                   | Сотворіння                                          |             | Київ: Зелений пес                |
| Пасічник Наталія Іванівна        | Пастух бджіл                                        |             | Київ: Зелений пес                |
| Прилипко Володимир Петрович      | Старий сад                                          | 2006        | Київ: Факт                       |
| Сіднін Валерій                   | Улитка на лезвии                                    | 2008        | Київ: Факт                       |
| Старун Василь                    | Намистина мостів                                    |             | Київ: Зелений пес                |
| Степаненко Олена                 | Третя Атлантида                                     | 2005        | Київ: Факт                       |
| Степула Надія                    | Сім дощів                                           | 2009        | Київ: Факт                       |
| Стринаглюк Любомир               | Бентежні видива                                     |             | Київ: Зелений пес                |
| Федорак Назар                    | Світовий браслет                                    | 2008        | Київ: Факт                       |
| Федюк Тарас Олексійович          | Хуга                                                |             | Київ: Зелений пес                |
| Фурса Н. (ред.)                  | Болотні вогні: альманах молодих поетів Полтави      | 2004        | Київ: Факт                       |
| Хаданович Андрій Валерійович     | From Belarus with love                              | 2005        | Київ: Факт                       |
| Холодний Микола Костянтинович    | Повернення                                          | 2009        | Київ: Факт                       |
| Черняєв Сергій                   | Вибране                                             | 2005        | Київ: Факт                       |
| Шило Віктор Анатолійович         | Танець порожнечі                                    | 2004        | Київ: Факт                       |
| Щавурський Борис                 | Реквієм для греко-католика                          |             | Київ: Зелений пес                |
| Ягода Мирослав                   | Паралельні світи                                    |             | Київ: Зелений пес                |
| Левицький В'ячеслав Андрійович   | Long Play                                           | 2022        | Київ: Гамазин (Зелений пес)      |